# Se, Herre, på vår arbetsdag
Se, Herre, på vår arbetsdag är en sång med text av Ian Fraser och som Anders Frostenson översatte till svenska 1970 och som han textbearbetade 1979. Sången sjungs till en melodi från 1986 av Gunno Södersten.
Tredje versen är hämtad från Första Moseboken 2:15 och Andra Petrusbrevet 2:13. Fjärde versen är hämtad från Galaterbrevet 3:28 och Matteusevangeliet 23:8. I Herren Lever 1977 är musiken skriven av Erik Routley.

## Publicerad i
- Herren Lever 1977 som nummer 914 under rubriken "Tillsammans i världen - Samhälle - arbetsliv".[2]
- Psalmer och Sånger 1987 som nummer 709 under rubriken "Tillsammans i världen".[1]
- Lova Herren 1988 som nummer 914 under rubriken "Samhälle - arbetsliv".